# Mariusz Sobański
Pour les articles homonymes, voir Sobański.
Mariusz Sobański, né en 1969, est un musicien, compositeur et réalisateur artistique, fondateur du groupe Light Coorporation (2007), auteur et fondateur d’European Improvisation Scene (EIS, 2006),,.

## Carrière
En 2007 il a fondé le groupe Light Coorporation, avec lequel il a enregistré, jusqu’à présent, quatre albums studio, édités par le label Recommended Records (RēR Megacorp) de Londres, en coopération avec la société d’édition ARS2. Il aussi exerce la fonction de réalisateur artistique à RēR.

## Discographie
Album (musique):
- LIGHT COORPORATION Rare Dialect (Recommended Records, 2011)
- LIGHT COORPORATION Aliens from Planet Earth (Recommended Records, 2012)
- LIGHT COORPORATION about (Recommended Records, 2013)
- LIGHT COORPORATION Chapter IV – Before the Murmur of Silence (Recommended Records, 2014)
- Sobanski / Mowat / Leonori / Menes – Ambient Document (EIS, 2017)
- Sobanski / Orrell / Anstey / McMurchie – Texturologie (EIS, 2017)

Album live:
- LIGHT COORPORATION 64:38 Radio Full Liv(f)e (Recommended Records, 2016)

EP:
- LIGHT COORPORATION Back Up Session (European Improvisation Scene, 2007)

Single:
- LIGHT COORPORATION Tokyo Streets Symphony/Maestro X (label indépendant, 2011)

DVD:
- LIGHT COORPORATION Beyond a Shadow of a Doubt (label indépendant, 2008)
- LIGHT COORPORATION Aliens from Planet Earth (DVD) (label indépendant, 2012)